# Natalie Dew
Natalie Dew (3 ottobre 1987) è un'attrice britannica, nota soprattutto come interprete di musical.

## Biografia
Ha studiato recitazione alla Guildhall School of Music and Drama e da allora ha recitato in numerosi musical e opere di prosa a Londra e in altre città britanniche: Teh Internet is a Serious Business (Londra), La dodicesima notte (Liverpool, Londra), Fault Lines (Londra), Romeo e Giulietta (Londra) e Sognando Beckham (Londra).

## Filmografia parziale

### Cinema
- Peter Rabbit, regia di Will Gluck (2018)

### Televisione
- Lewis – serie TV, 1 episodio (2010)
- The Great – serie TV, 1 episodio (2020)
- The Capture – serie TV, 5 episodi (2022)
- Archer – serie animata, 11 episodi (2023) – voce
- Bodies – miniserie TV, 1 puntata (2023)

## Riconoscimenti
- Premio Laurence Olivier
  - 2016 – Candidatura alla migliore attrice in un musical per Sognando Beckham[1]

## Doppiatrici italiane
Nelle versioni in italiano delle opere in cui ha recitato, Natalie Dew è stata doppiata da:
- Jenny De Cesarei in The Great

Da doppiatrice è sostituita da:
- Federica De Bortoli in Archer